# Ристалище

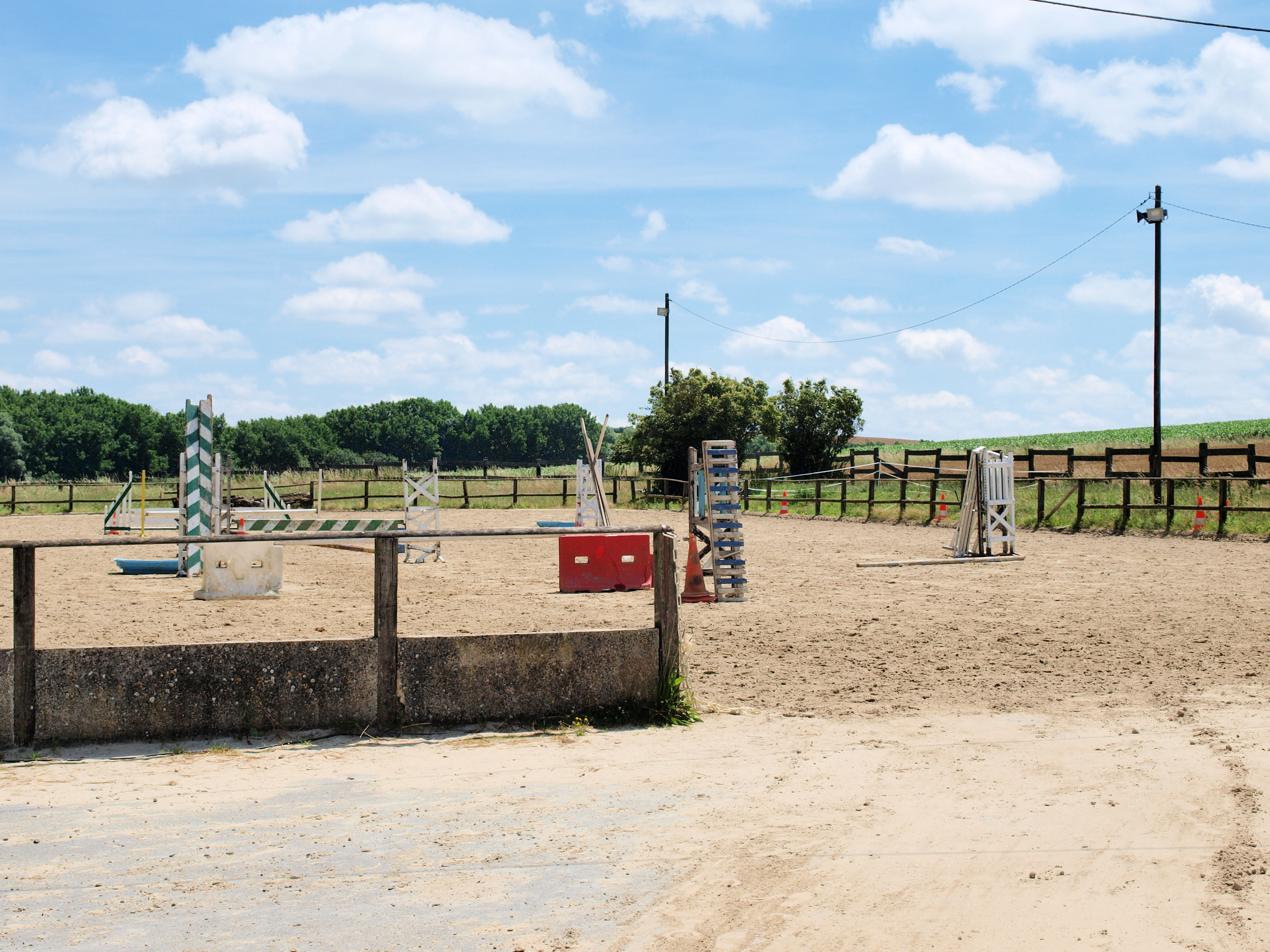
Ристалище

Риста́лище — майданчик для гімнастичних, кінних та інших змагань, лицарських турнірів, а також самі змагання.

## Форма й розміри
Найдавніші ристалища були лише частиною поля з місцями, відведеними для відпочинку. Починаючи з XIII століття місце для бою почали обгороджувати частоколом і ровом. Згодом з'явилась додаткова огорожа для безпеки глядачів.
Загалом розмір ристалища залежав від виду змагань, кількості учасників та глядачів, але й надмір простору є небажаним, бо через те суддям важче стежити за поєдинками. 
Траплялося, що турніри проводили в польових умовах, без спеціально підготовленого майданчика. Зокрема, під час війни, так змагалися лицарі протиборчих сторін.